# Vallby, Rasbo socken
Vallby är  en småort i Rasbo socken i Uppsala kommun. Vallby är belägen utmed länsväg 288 cirka 15 km nordöst om centrala Uppsala, direkt öster om småorten Hammarby östra.